# Unrailed!
Unrailed! est un jeu vidéo d'action développé par Indoor Astronaut et édité par Daedalic Entertainment. En Chine, le jeu est édité par l'éditeur Bilibili,.
Le jeu entre en Early Access le 9 septembre 2019 sur Steam, pour Windows, MacOS et Linux. Le jeu est officiellement sorti 23 septembre 2020 pour Windows, MacOS, Linux, SteamOS, Steam Deck, PlayStation 4, Nintendo Switch et Xbox One.

## Système de jeu
Dans Unrailed!, seul ou jusqu'à quatre joueurs, en ligne ou local, les joueurs coopèrent pour construire une voie ferrée à partir de matériaux qu'ils doivent récupérer dans l'environnement pour empêcher le train de dérailler en route vers sa destination. Le jeu incorpore des éléments de roguelike avec le terrain généré procéduralement, la gestion de ressources et les sauvegardes limitées. Chaque fois que le joueur arrive dans une gare, il peut améliorer son train avec diverses améliorations en les achetant avec des écrous gagnés en jouant. Ces améliorations permettent d'explorer de nouveaux biomes ou entre autres d'extraire plus rapidement des matériaux,. Le jeu dispose de cinq modes de jeu : infini, versus, rapide, bac à sable, et contre la montre.

## Développement
À l'origine, Unrailed! est développé comme projet étudiant lors du Game Programming Lab 2018, au Game Technology Center de l'ETHZ de Zürich, un projet de développement de jeux vidéo à 10 crédits ECTS. Au terme du semestre, le prototype du jeu reçoit des retours positifs à la présentation finale de la part du jury qui l'évalue et des testeurs. Le projet est également sélectionné, pour faire partie de la délégation SwissGames pour la Gamescom 2018 à Cologne.
L'entreprise Indoor Astronaut GmbH est fondée le 30 juillet 2018 à Zürich et reçoit le soutien du Ludicious Business Accelerator ainsi que le soutien de Pro Helvetia qui leur fournit un financement. Pro Helvetia joue un rôle crucial en permettant à l'équipe de se rendre à la Game Connection 2018 à Paris où ils rencontrent leur futur éditeur, Daedalic Entertainment, qui vont financer le reste du développement d'Unrailed! et s'occuper de sa promotion et de sa diffusion.
Originellement prévu pour une sortie en Early Access durant l'été 2019, ces plans sont retardés par la rencontre des développeurs avec l'éditeur chinois Bilibili lors de la GDC 2019 à San Francisco, avec qui ils concluent un contrat pour la distribution du jeu sur le territoire chinois. Ceci repoussera la date de sortie à septembre 2019.
Le portage du jeu pour les consoles Playstation 4 et Xbox One est fait par la société Sickhead Games. En revanche, le port pour Nintendo Switch est réalisé par les développeurs d'Indoor Astronaut, car ils souhaitaient avoir plus de contrôle sur la qualité de cette version.

## Promotion et diffusion
La promotion du jeu est principalement faite via les réseaux sociaux, notamment Twitch et Youtube, avec la publication de bande-annonces. L'éditeur et le studio paient également quelques streameurs et youtubeurs pour présenter leur jeu, notamment Blitz. Le jeu se diffuse progressivement parmi les créateurs de contenus, et tombe dans les mains de grand streamers tels que ZeratoR, Markiplier, ou encore xQc.
En Chine, les efforts de promotion sont particulièrement concentrés autour du lancement du jeu. Selon les développeurs, on peut voir dans les ventes d'Unrailed! un pic au lancement du jeu en septembre 2020, qui correspondrait plutôt aux joueurs chinois, puis autour d'octobre, une reprise des ventes provenant principalement des Etats-Unis et d'Europe, qui sont corrélés avec la diffusion du jeu sur Twitch et YouTube par des influenceurs américains et européens.

## Accueil

### Critiques
Le jeu a été favorablement reçu par les joueurs ainsi que par la critique. Il a obtenu un score metacritic de 77/100.
Eric Barone écrit dans son seul avis sur Steam :

« J'adore ce jeu, je n'ai joué qu'au mode infini à 2 joueurs en local, et cela seul vaut chaque centime à mon avis... beaucoup de moments de tension et de cris de panique, mais c'est ce que l'on attend d'un jeu comme celui-ci ! Si possible, jouez avec la même personne pour que vous puissiez évoluer ensemble en tant qu'équipe. De plus, la bande sonore est vraiment géniale. »

COGconnected déclare :

« Unrailed ! est indispensable à toute personne qui aime les jeux d'arcade en coopération sur canapé, et je vais sans aucun doute y jouer pendant des années. Tout ce qu'il vous reste à faire maintenant, c'est de prendre un ami et d'y aller. Combien de temps pouvez-vous tenir le coup ? »

Le jury du prix du logiciel pour enfants TOMMI 2019 déclare :

« Les graphismes et le design nous plaisent particulièrement, car ils nous rappellent le jeu 'Minecraft'. Les commandes sont bonnes et faciles à comprendre. C'est un jeu auquel on peut très bien jouer à deux. »

### Distinctions
Unrailed! a été récompensé à plusieurs reprises :
- Swiss Game Awards - Audience Choice Award (2020) [20]
- Tapiei Game Show - Best Innovation Award (2020)[21]
- Nomination pour le German Computer Game Award (2020)[22]
- Prix du logiciel pour enfants TOMMI 3ème place (2019) [23]
- Ludicious - Emerging Talent Award (2019) [24]